# Michael Posner
Michael I. Posner (12 de setembro de 1936) é um psicólogo estadunidense, conhecido por suas pesquisas no campo da atenção. Ele é professor emérito de psicologia na Universidade de Oregon. Em 2002, uma pesquisa da Review of General Psychology o classificou como 56° psicólogo mais citado do século XX.